# Böhm György
Böhm György (Dunaföldvár, 1953. július 2. –) Jászai Mari-díjas és Nádasdy Kálmán-díjas magyar színházi rendező, dramaturg, a zalaegerszegi Hevesi Sándor Színház örökös tagja.

## Életpályája
1979-ben végzett az Eötvös Loránd Tudományegyetem Bölcsészettudományi karán. Színház- és filmesztétikai szakosítást szerzett 1980-ban. A szakosodás egy éve alatt, 1980-ig a Vígszínházban rendezőasszisztensként dolgozott. Ezt követően két évig dramaturgként működött a Szegedi Nemzeti Színháznál, majd 1987-ig irodalmi vezetője volt a zalaegerszegi Hevesi Sándor Színháznak, mely intézménynek egyben alapító tagja is. 1986-ban visszatért Budapestre mint a Rock Színház dramaturgja, majd egy évvel később – ekkor már dramaturgként – visszatért a Vígszínházba is.
A Szerzői Jogvédő Hivatal tanácsadója (1989-1995) között, 1991-1997-ig a Budapesti Kamaraszínház irodalmi vezetője, közben 1996-tól egy évig a Friderikusz Show gagman-je. 1992-től a Győri Nemzeti Színház vezető dramaturgja és rendezője. 1995-1996 között posztgraduális képzésben vesz részt, marketing- és reklámmenedzseri diplomát szerez. 1997-2001 között vezető dramaturg és kreatív tanácsadó a Fővárosi Operettszínházban, majd 2001-től 2012-ig irodalmi vezetője és rendezője a már Budapesti Operettszínháznak.
2005-től 2015-ig a Művészetek Palotája életét annak szerkesztőjeként és művészeti tanácsadójaként segítette.
Rendezői és dramaturgi munkássága mellett színdarabokat és baletteket ír, továbbá nagyszabású rendezvények látványshow-it rendezi.
Jelenleg szabadúszó.

## Munkássága

### Rendezései
- Fernando Arrabal: Tábori Piknik (Leővey Klára Gimnázium, Pécs)
- Vlagyimir Majakovszkij: Október Rádió (Leővey Klára Gimnázium, Pécs)
- Bacchus (Eötvös Loránd Tudományegyetem)
- Tom Stoppard: Valami bűzlik Dániában (Szegedi Nemzeti Színház)
- Ivo Bresan: Paraszt Hamlet (Nemzeti Színház, Szeged)
- Lehár ferenc: A mosoly országa (Szegedi Szabadtéri Játékok)
- Jacobi Viktor: Sybill (Nemzeti Színház, Győr)
- Jókai Mór: A kőszívű ember fiai (Nemzeti Színház, Győr; Nemzeti Színház, Pécs; Hevesi Sándor Színház)
- Kálmán Imre: A montmartre-i ibolya (Nemzeti Színház, Győr)
- Nagy András: Vörös és Fekete(Stendhal!) (Nemzeti Színház, Győr)
- Lajtai Lajos: A régi nyár (Nemzeti Színház, Győr)
- Bengt Ahlfors: Színházkomédia (Fiatalok Színháza-GNM tanoda, Budapest)
- Jerry Herman: Hello, Dolly! (Nemzeti Színház, Győr)
- Zerkovitz Béla: Csókos asszony (Nemzeti Színház, Szeged; Thália Színhát, Budapest; Budapesti Operettszínház; József Attila Színhát;
- Hevesi Sándor Színház)
- Johann Strauss: Cigánybáró (Nemzeti Színház, Győr)
- Jule Styne: Funny Girl (Budapesti Operettszínház)
- Cole Porter: Kánkán (Budapesti Operettszínház)
- Dés-Nemes-Böhm-Horváth-Korcsmáros: Valahol Európában (Nemzeti Színház, Győr, MÜPA)
- Molnár Ferenc: Egy, kettő, három (Nemzeti Színház, Győr)
- Michael John LaChiusa: Helló, Igen?! (Budapesti Operettszínház)
- Menken-Ashman-Aice-Woolwerton: A szépség és a szörnyeteg (Budapesti Operettszínház)
- Vaszary-Zerkovitz: A vörös bestia (Hevesi Sándor Színház, Zalaegerszeg)
- Pitchford-Bobbie-Snow: Footloose-Rongyláb (Nemzeti Színház, Győr)
- Rachel Portman: A kis herceg-opera (Fesztivál Színház-Müpa, Budapest)
- Robert Thomas: Nyolc nő (Turay Ida Színház)
- Willy Russell: Vértestvérek (Turay Ida Színház)
- Jason Robert Brown: Volt öt évünk (Fesztivál Színház-Műpa, Budapest)
- Kálmán Imre: Cigányprímás (Turay Ida Színház)
- Topolcsányi Laura: Szellem a spájzban (Turay Ida Színház)
- Noël Coward: Vidám kísértet (Játékszín)
- Divinyi Réka-Deres Péter: A Játékkészítő (Budapest, TulipánTündér Produkció, 2015)[2]
- Joseph Kesselring: Arzén és levendula (József Attila Színház)
- Szakcsi Lakatos Béla-Csemer Géza: Cigánykerék (József Attila Színház)
- Dés-Békés-Geszti: A dzsungel könyve (Nemzeti Színház, Pécs)
- Dés-Békés-Geszti: Djungelboken (Svenska Teatern, Helsinki)
- Eiseman: Én és a kisöcsém (Nemzeti Színház, Pécs)
- Böhm-Nemlaha: Meseautó (Nemzeti Színház, Pécs)
- Ray Cooney: Vészhelyzetben (Pécsi Nemzeti Színház)
- Camoletti: Boeing, Boeing (Nemzeti Színház, Pécs)
- Ray Cooney: A miniszter félrelép (Pécsi Nemzeti Színház)
- Királyrák krumplifészekben (Pécsi Nemzeti Színház)
- Galambos Attila: Bonnie és Clyde (Orfeum)
- Roberto Athayde: Margarida asszony (Karinthy Színház)
- Presser-Sztevanovity-Horváth: A padlás (Veres1 Színház)
- Szakcsi Lakatos Béla-Csemer Géza: Cigánykerék (Hevesi Sándor Színház)
- Bacsó-Hamvai: A tanú (Hevesi Sándor Színház)
- Böhm-Korcsmáros-Pásztor-Hatvani-Jakab: Szép nyári nap (Veres1 Színház)
- Rideg Sándor: Indul a bakterház (Hevesi Sándor Színház)
- Vitéz - Vadnai - Böhm - Nemlaha: A mesautó (Veres1 Színház)
- Thomas Meehan - Charles Strouse - Böhm György - Korcsmáros György: Annie, a kis árva (Hevesi Sándor Színház)

### Dramaturg munkák
- Ábrahám Pál: Bál a Savoyban (rendezte: Eszenyi Enikő)
- Bartók: A Kékszakállú herceg vára (rendezte: Ruszt József)
- Bartók: A fából faragott királyfi (rendezte: Ruszt József)
- Bartók: A csodálatos mandarin (rendezte: Ruszt József)
- Bernstein: West Side Story (Rendezte: Korcsmáros György, Eszenyi Enikő)
- Békés-Várkonyi: A félőlény (rendezte: Ács János)
- Bibbiena: Calandria (Rendező: Halasi Imre, Valló Péter)
- Böll-Bereményi: Katarina Blum Elveszett (Rendezte: Márton András)
- Bresan: Díszvacsora a temetkezési vállalatnál (rendezte: Árkosi Árpád)
- Burgess: Mechanikus narancs (rendezte: Csizmadia Tibor)
- Büchner: Leonce és Léna (rendezte: Eszenyi Enikő)
- Coward: Forgószínpad (rendezte: Petrik József)
- Dosztojevszkij: Bűn és bűnhődés (rendezte: Tordy Géza, Kapás Dezső)
- Dosztojevszkij: Fehér éjszakák (rendezte: Kapás Dezső, Gállfi László)
- Fassbinder: Fehér Méreg (rendezte: Dér András)
- Gombrowicz: Operett (rendezte: Valló Péter)
- Gorkij: Éjjeli menedékhely (rendezte: Korcsmáros György, Szikora János)
- Gozzi: Turandot (rendezte: Merő Béla)
- Grumberg: Varrónők (rendezte: Eszenyi Enikő)
- Johnson-Bart: Lakat alá a lányokkal (rendezte: Halasi Imre)
- Katona-Spiró: Jeruzsálem pusztulása (rendezte: Ruszt József)
- Kleist: Heilbronni Katica (rendezte: Eszenyi Enikő)
- Labiche: Olasz szalmakalap (rendezte: Eszenyi Enikő)
- Madách: Az ember tragédiája (rendezte: Ruszt József)
- Marlowe: II. Edward (rendezte: Ruszt József)
- Móricz Zsigmond: Fortunátus (rendezte: Tömöry Péter)
- Nagy András: A csábító naplója (rendezte: Vladimir Herman)
- Pinter: Gondnok (rendezte: Valló Péter)
- Kornis Mihály: Büntetések (rendezte: Ruszt József)
- Rostand: Cyrano de Bergerac (rendezte: Korcsmáros György)
- Knoblauch: Faun (rendezte: Balázsovits Lajos)
- Shakespeare: Antonius és Kleopátra (rendezte: Eszenyi Enikő)
- Shakespeare: Othello (rendezte: Ruszt József, Tordy Géza)
- Shakespeare: Sok hűhó semmiért (rendezte: Eszenyi Enikő)
- Shakespeare: Tévedések vígjátéka (rendezte: Eszenyi Enikő)
- Shelley: A Cenci-ház (rendezte: Ruszt József)
- Szakcsi-Csemer: A bestia (rendezte: Sík Ferenc)
- Szakcsi-Csemer: Cigánykerék (rendezte: Szegvári Menyhért)
- Erdélyi Mihály: Vedd le a kalapod a honvéd előtt (rendezte: Bezerédi Zoltán)
- Molière: Tartuffe (rendezte: Kapás Dezső, Esztergályos Károly)
- Townsend-Blaikley: a 13 és 3/4 éves Adrian Mole (rendezte: Halasi Imre)
- Urbán Ernő: Uborkafa (rendezte: Halasi Imre)
- Weingarten: Nyár (rendezte: Tordy Géza)
- Weiss: Marat/Sade (rendezte: Korcsmáros György)
- Whiting: Ördögök (rendezte: Ruszt József)
- Wilder: A mi kis városunk (rendezte: Hegedűs D. Géza)
- Williams: A vágy villamosa (rendezte: Tordy Géza)
- Osztrovszkij: Négy lába van a lónak, mégis megbotlik (rendezte: Eszenyi Enikő)

### Balettírói munkássága
- Gott und Nijinsky (koreográfia: Krisztina Horváth) – Freiburg, Németország
- Auf Leonardos Spuren (koreográfia: Krisztina Horváth) – Freiburg, Németország
- Közép-kelet európai Macbeth (koreográfia: Köllő Miklós) – Pesti Vigadó
- Alvilági Játékok (koreográfia: Imre Zoltán) – Szegedi balett
- Négy évszak (koreográfia: Imre Zoltán) – Szegedi balett
- Álom Kafkáról (koreográfia: Imre Zoltán) – Szegedi balett
- Varázsdoboz (koreográfia: Imre Zoltán) – Szegedi balett
- Szent Antal megkísértése (koreográfia: Imre Zoltán) – Szegedi Szabadtéri Játékok
- Egy faun halála (koreográfia: Szakály György-Pécsi balett) – Csokonai Színház, Debrecen
- Orpheus (koreográfia: Herczog István) – Pécsi balett
- Carmina Burana (koreográfia: Herczog István) – Pécsi balett
- Nosferatu (koreográfia: Herczog István-Pécsi balett) – Novi Sad, Jugoszlávia
- Zorba (koreográfia: Herczog István) – Pécsi balett
- Kaméliás hölgy (koreográfia: Herczog István) – Pécsi balett
- Casanova (koreográfia: William Fomin) – Győri balett
- Bonnie és Clyde (koreográfia: Vincze Balázs) – Pécsi balett

### Színdarabjai
- Vidravas – Galgóczy Erzsébet regényéből
- Az Arbat gyermekei – Anatolij Ribakov regényéből
- Dupla vagy semmi – Anthony Burgess: Egy tenyér ha csattan című regénye nyomán
- A zöld kakadu – Arthur Schnitzier színművéből
- Zerkovitz Béla: A csókos asszony
- Kálmán Imre: Zsuzsi kisasszony
- Henderson: Diákszerelem
- Kander-Ebb: A görkorcsolyapálya (szerzőtárs: Harangozó Ferenc)
- Bertold Brecht: Baal
- Gyere, Josephine (szerzőtárs: Forgách András)
- Martin Sherman: Hajlam (szerzőtárs: Alföldi Róbert)
- Stephen Schwartz: Hit kell!/Godspell (szerzőtárs: Imre Zoltán)
- Pam Gems: Piaf
- Jule Styne: Funny Girl
- Cole Porter: Kánkán (szerzőtárs: Kállai István)
- Jacobi Viktor: Sybill (szerzőtárs: Korcsmáros György)
- Jacobi Viktor: Leányvásár (szerzőtárs: Korcsmáros György)
- Jókai regényéből: A kőszívű ember fiai (szerzőtárs: Korcsmáros György)
- Marriott-Foot: Csak semmi szexet kérem, angolok (szerzőtárs: Korcsmáros György)
- Cole Porter: Kánkán (szerzőtárs: Korcsmáros György)
- Kálmán Imre: A montmartre-i ibolya (szerzőtárs: Korcsmáros György)
- Kander-Ebb: Nercbanda (70 girls 70) (szerzőtárs: Korcsmáros György)
- Jacobs-Casey: Grease (szerzőtárs:Korcsmáros György)
- Herman: Hello, Dolly! (szerzőtárs: Korcsmáros György)
- Bernstein: West Side Story (szerzőtárs: Korcsmáros György)
- Carol Hall: Volt egyszer egy kupleráj (szerzőtárs: Korcsmáros György)
- Radványi Géza filmjéből: Valahol Európában (szerzőtárs: Korcsmáros György, Zene: Dés László, Vers: Nemes István, Társszerző: Horváth Péter)
- Hotel Menthol (szerzőtárs: Korcsmáros György, zene: Fenyő Miklós – Novai Gábor)
- Gábor Béla kisregényéből: Othello Gyulaházán (szerzőtárs: Korcsmáros György)
- Charles Strouse: Annie (szerzőtárs: Korcsmáros György)
- Johann Strauss: Dr. Bőregér (szerzőtárs: Kállai István)
- Menyasszonytánc (szerzőtárs: Kállai István, zene: Jávori Fegya, vers: Miklós Tibor)
- Pitchford-Bobbie-Snow: Footloose-Rongyláb (vers: Zöldi Gergely)
- Szép Nyári Nap - Neoton Musical (szerzőtárs: Korcsmáros György)

### Rendezvények
- A dizőz – Szulák Andrea Show (Nemzeti Színház, Győr)
- A díva – Szulák Andrea Show (Mouline Rouge, Budapest)
- A combok csókja – Eszenyi Enikő Show (Thália Színház, Budapest)
- Pingszving – Eszenyi Enikő Show (Thália Színház, Budapest)
- Viva Las Vegas – Patrizio Buane koncert show (Budapest Operettszínház)
- Sinatra! – Cotton Club Singers show (SAP-csarnok)
- Valahol Európában – Film-musical-koncert (Nemzeti Hangversenyterem, Művészetek Palotája)
- Rost Andrea – Operett (Nemzeti Hangversenyterem, Művészetek Palotája-Budapest)
- Egyszerűen Örömzene – Szulák Andrea koncert (Nemzeti Hangversenyterem, Művészetek Palotája-Budapest)
- Zséda – Karácsonyi koncert (Kongresszusi Központ, Budapest)
- Valentin-napi musical show (Budapest Kongresszusi Központ)
- Leho, a csúcs – Lehoczky Zsuzsa születésnapi gálaestje (Operettszínház, Budapest)

## Díjak
- Az év legjobb dramaturgja (1981, 1987)
- Jászai Mari-díj (1992)
- Bálint Lajos-vándorgyűrű (1993)
- A Magyar Köztársasági Érdemrend kiskeresztje (1997)
- Legjobb rendező – Budapesti Tavaszi Fesztivál (2000)
- Nádasdy Kálmán-díj (2012)
- Örökös tag, Hevesi Sándor Színház, Zalaegerszeg (2023)